# Rezerwat przyrody Zielone Bagna
Rezerwat przyrody „Zielone Bagna” – torfowiskowy rezerwat przyrody w województwie zachodniopomorskim, w powiecie drawskim, w gminie Złocieniec. Jest położony 2,5 km na północ od Nowego Worowa, 4,5 km na wschód od Gawrońca, po wschodniej stronie drogi Smołdzęcino-Nowe Worowo. Został utworzony zarządzeniem Ministra Ochrony Środowiska, Zasobów Naturalnych i Leśnictwa z dnia 12 listopada 1996. Zajmuje powierzchnię 55,38 ha.
Rezerwat znajduje się w granicach Drawskiego Parku Krajobrazowego oraz dwóch obszarów sieci Natura 2000: siedliskowego „Jeziora Czaplineckie” PLH320039 i ptasiego „Ostoja Drawska” PLB320019.
Celem ochrony jest zachowanie bioróżnorodności ekosystemów torfowiskowych samoodnawiających się po eksploatacji torfu z torfowiska wysokiego oraz borów i lasów bagiennych. Chronione są zagrożone gatunki mchów, m.in. torfowców i roślin nasiennych, takich jak: rosiczka długolistna (Drosera anglica), rosiczka okrągłolistna (Drosera rotundifolia), wełnianka szerokolistna (Eriophorum latifolium), kruszczyk szerokolistny (Epipactis helleborine), bagno zwyczajne (Ledum palustre), podkolan biały (Platanthera bifolia) oraz zwierzęta: żuraw (Grus grus), muchołówka żałobna (Ficedula hypoleuca), traszka grzebieniasta (Triturus cristatus), żaba moczarowa (Rana temporaria).
Rezerwat leży na terenie leśnictwa Smołdzięcino w Nadleśnictwie Połczyn. Nadzór nad rezerwatem sprawuje Regionalny Dyrektor Ochrony Środowiska w Szczecinie. Na mocy obowiązującego planu ochrony ustanowionego w 2008 roku, obszar rezerwatu objęty jest ochroną czynną.